# Echium angustifolium
Echium angustifolium är en strävbladig växtart. Echium angustifolium ingår i släktet snokörter, och familjen strävbladiga växter.

## Underarter
Arten delas in i följande underarter:
- E. a. angustifolium
- E. a. elongatum
- E. a. expansum
- E. a. sericeum
- E. a. tunetanum

## Bildgalleri

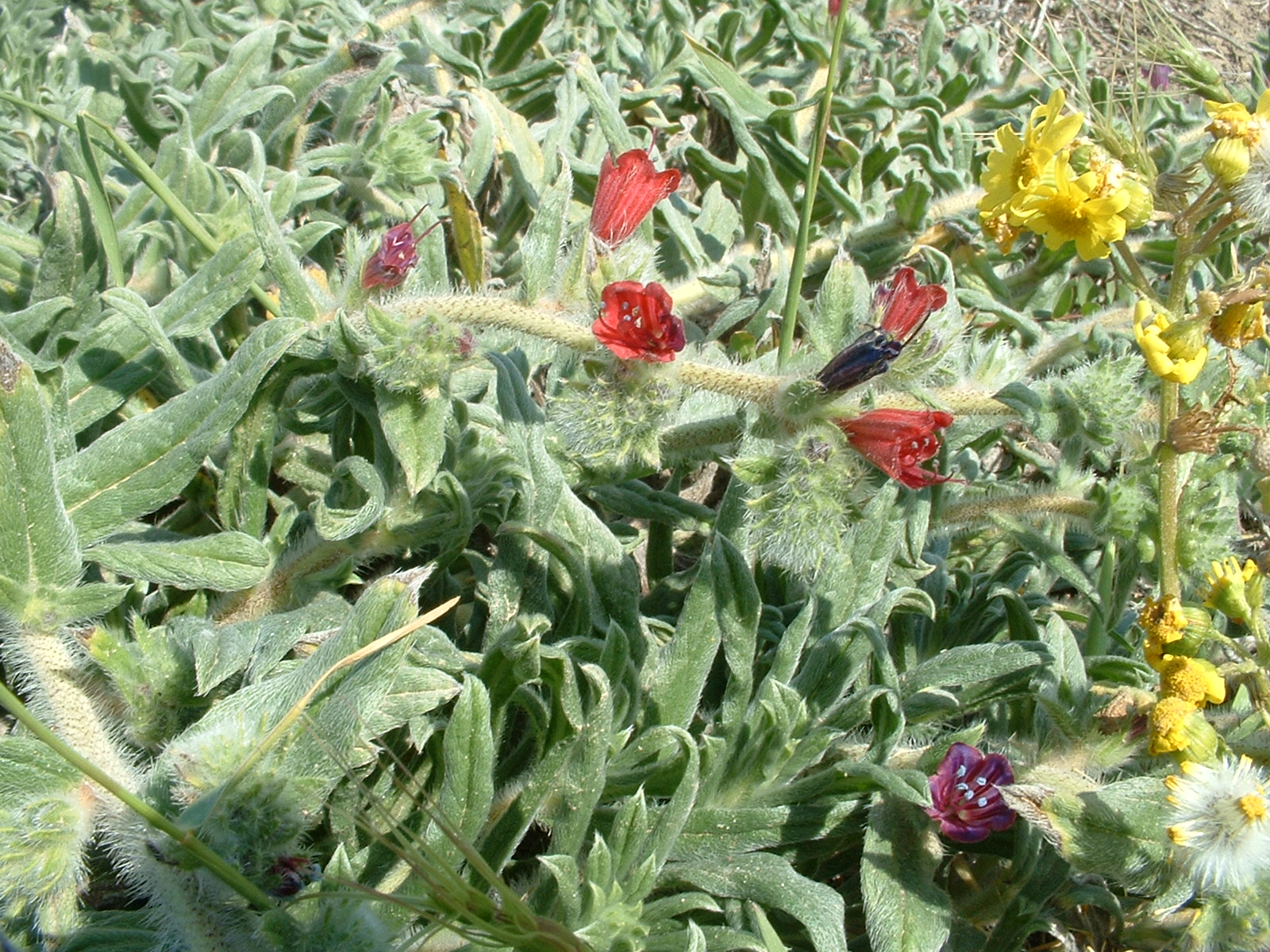
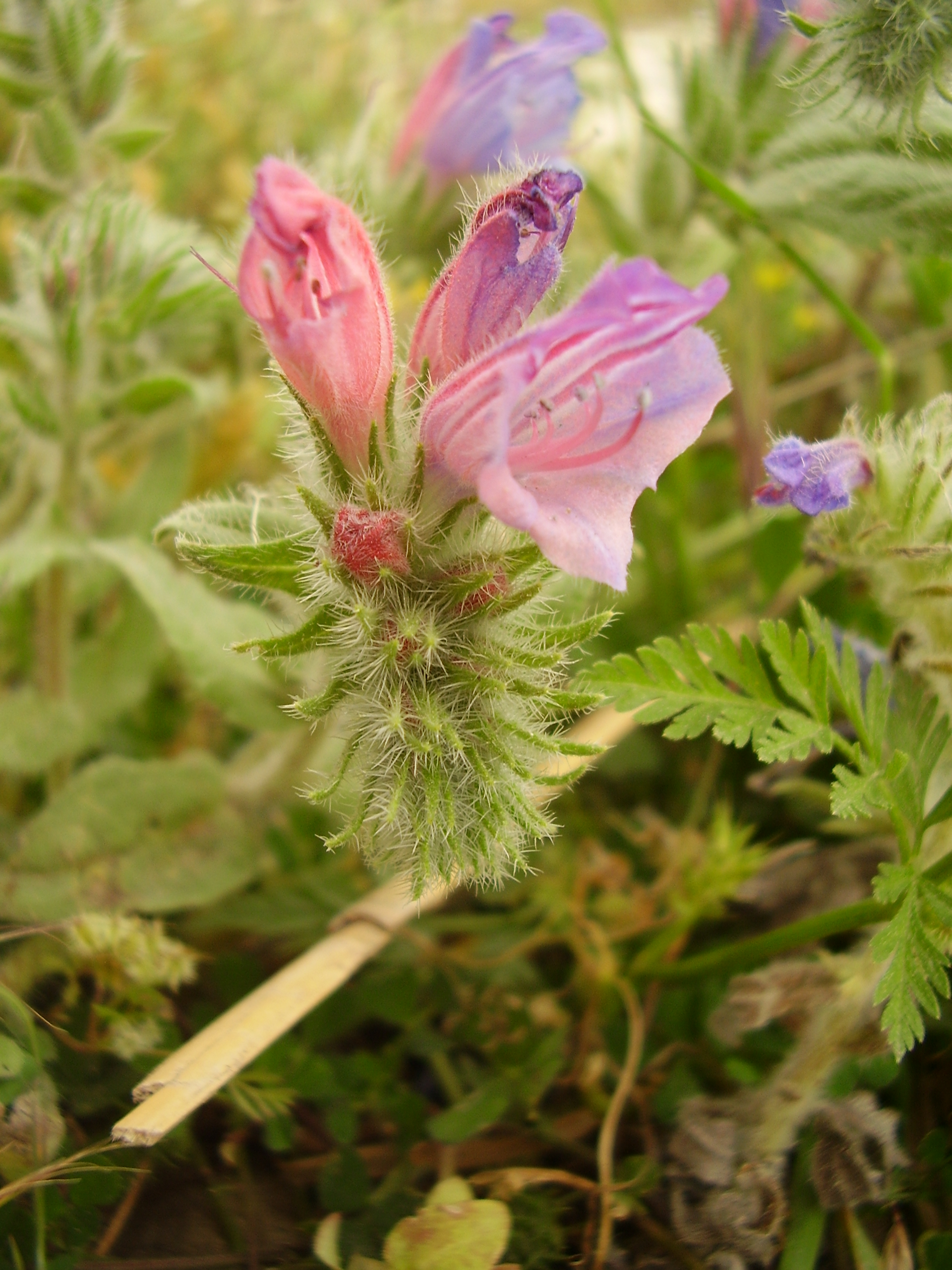
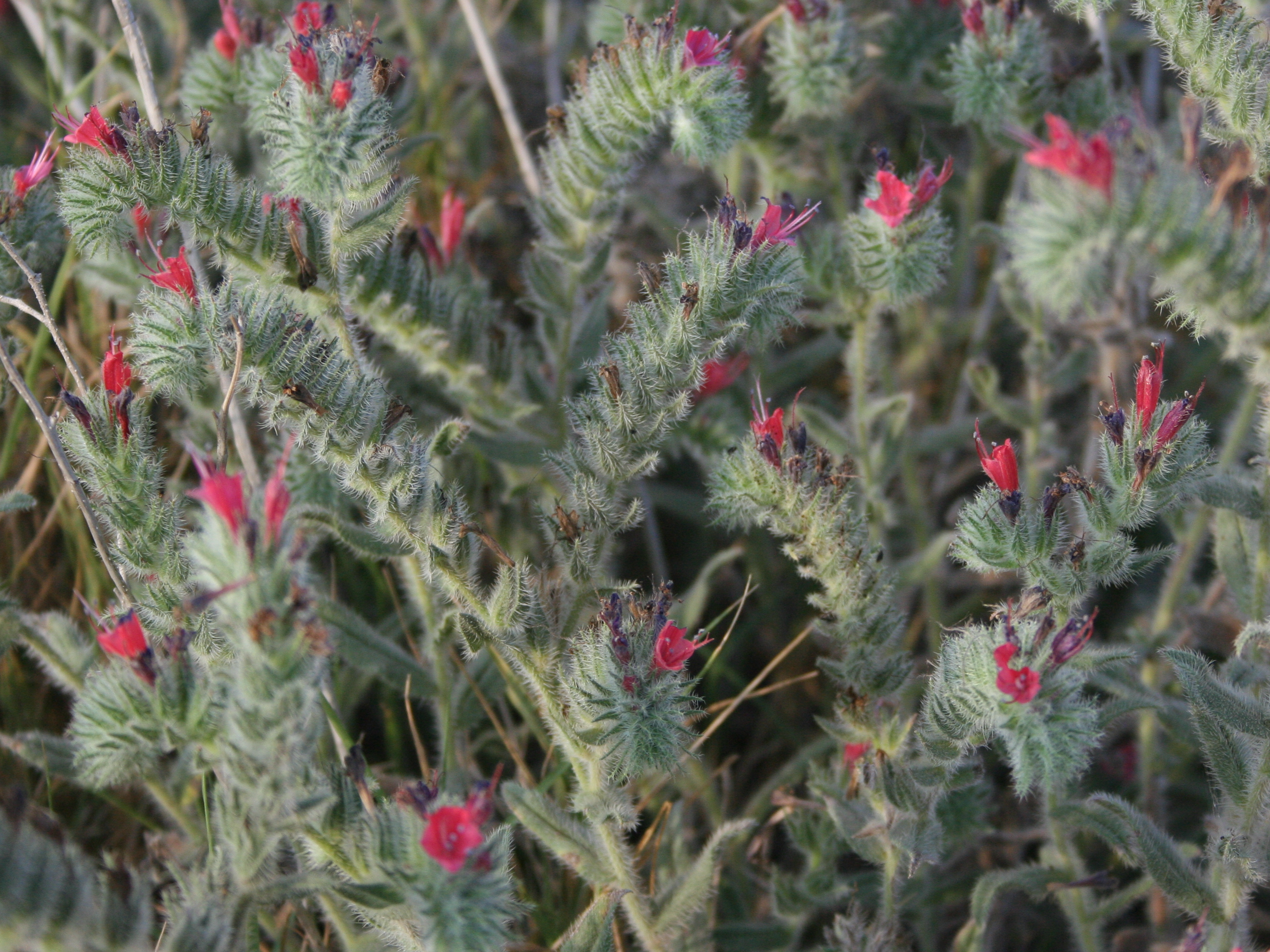